# Клуж-Напока (аеропорт)
Міжнародний аеропорт ім. Аврама Янчу (IATA: CLJ, ICAO: LRCL) обслуговує місто Клуж-Напока, Румунія. Первинно відомий як Someșeni Airport, розташований у 9 км на схід від центру міста, в місцевості Someșeni, що ввійшла в міські межі Клуж. Аеропорт названо в честь румунського революціонера Аврама Янчу.
Аеропорт Клуж є другим по завантаженості в країні після міжнародного аеропорту в Бухаресті, обслуговуючи 2,69 млн у 2017 р. Його розміри та розташування (на євромаршруті E576 та поруч з трансильванським автодорогою A3) робить його найважливішим аеропортом в історичному регіоні Трансильванії.

## Історія

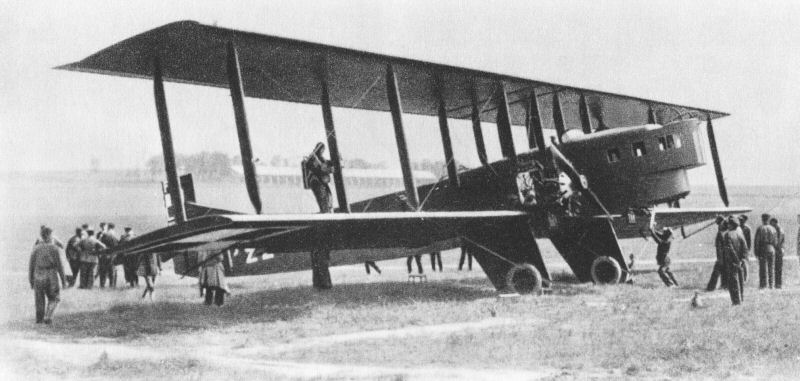
Літак Farman-Goliath, аналог якого здійснив перший політ в аеропорту

Аеропорт засновано 1 квітня 1932 р. міністерством інфраструктури та торгівлі Румунії. До моменту завершення будівництва для авіасполучення використовували військовий аеродром Someşeni, зведений Румунською національною службою аеронавігації (рум. Serviciul Naţional de Navigaţie Aerianǎ SNNA) у 1928 р. Власне SNNA була сформована румунським Міністерством оборони для запровадження повітряного сполучення з Бухарестом. Першим повітряним судном послужив Farman-Goliath, дводвигуновий біплан з можливістю перевезення 10 пасажирів.

## Авіакомпанії та напрямки (серпень 2022)
| Авіакомпанія        | Пункт призначення |
| ------------------- | --- |
| Air Bucharest       | Сезонний чартер: Анталія, Хургада |
| AirConnect          | Будапешт (з 15 жовтня 2022), Констанца (з 22 червня 2023) |
| Animawings          | Сезонний: Іракліон, Родос Сезонний чартер: Анталія, Хургада |
| Blue Air            | Барселона, Бухарест, Дублін, Лондон-Лутон (з 30 жовтня 2022), Мадрид-Барахас (з 20 вересня 2022) Сезонний: Валенсія, Закінф, Констанца, Іракліон, Малага Родос, |
| Corendon Airlines   | Сезонний: Анталія |
| HiSky               | Бухарест, Дублін Сезонний чартер: Анталія, Монастір, Хургада, Шарм-ель-Шейх |
| LOT Polish Airlines | Варшава-Шопен |
| Lufthansa           | Мюнхен, Франкфурт |
| Ryanair             | Лондон-Станстед |
| TAROM               | Бухарест Сезонний чартер: Анталія, Скіатос, Хургада |
| Turkish Airlines    | Стамбул |
| Wizz Air            | Аліканте, Барселона, Барі, Базель-Мюлуз-Фрайбург, Бове-Тільє, Баргамо, Берлін-Бранденбург, Біллунд, Бірмінгем, Болонья, Брюссель-Шарлеруа, Валенсія, Відень, Донкастер-Шеффілд, Дортмунд, Ейндговен, Катанія, Кельн, Ларнака, Ліверпуль, Лондон-Лутон, Ліон, Мадрид-Барахас, Малага, Мальме, Меммінген, Неаполь, Нюрнберг, Перуджа (з 14 грудня 2022), Рим-Ф'юмічіно, Сарагоса, Тель-Авів, Тревізо, Турин, Франкфурт-Ган Сезонний: Абу-Дабі, Закінф Корфу, Мальта, Міконос, Ніцца,, Ханья, |